# 柬埔寨外交

与柬埔寨拥有正式外交关系的国家

柬埔寨外交是指柬埔寨王国实行的外交政策。柬埔寨奉行独立、和平、永久中立和不结盟的外交政策，反对外国侵略和干涉，同意在和平共处五项原则基础上，同所有国家建立和发展友好关系。柬埔寨政府主张各国应该相互尊重国家主权，通过和平谈判解决与邻国的边界问题及国与国之间的争端。1991年柬越战争结束，柬埔寨新政府成立后，确定了融入国际社会、争取外援发展经济的对外工作方针，加强同周边国家的睦邻友好合作，改善和发展与西方国家和国际机构关系，以争取国际经济援助。

## 历史
1953年11月9日，柬埔寨脫離法國獨立，国王施亚努开始实行“佛教社会主义”国家计划，大力提倡社会主义原则，但也维护柬埔寨的佛教文化。除了重视与邻国泰国、越南共和国、菲律宾等国发展外交关系，接受美国军事援助之外，西哈努克亦重视与中华人民共和国等社会主义国家的外交关系。但也因此受到美国、泰国及南越的反对和孤立，并促使西哈努克政府在外交立場上更加偏向于社会主义阵营，柬埔寨改接受了中华人民共和国、苏联和捷克斯洛伐克在内的共产主义国家提供的军事援助，并与美国等资本主义国家断交。
此后，由于不满中国驻柬埔寨大使馆向柬埔寨民众发布文化大革命的政治宣传，柬埔寨转而开始修复与美国紧张的外交关系。但西哈努克政府仍然对越南南方民族解放陣線建立的越南南方共和国给予了外交承认。

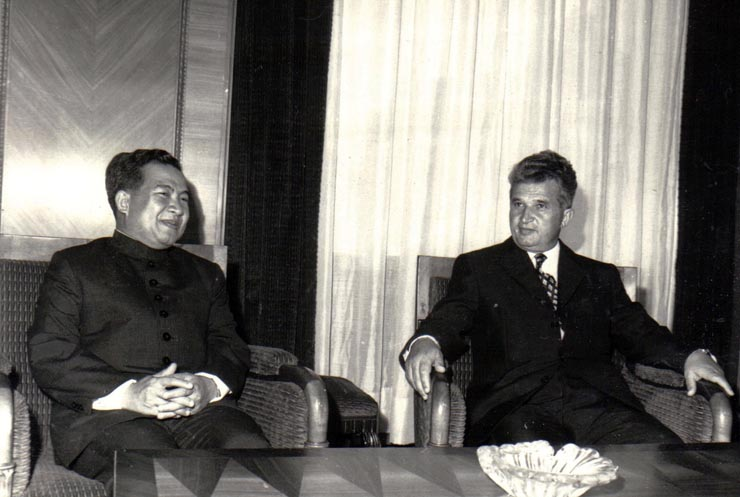
西哈努克（左）于1972年访问罗马尼亚，与该国领导人尼古拉·齐奥塞斯库（右）会面。

1970年柬埔寨政變后，西哈努克被推翻，实行反共主义的高棉共和国成立，高棉共和国完全依賴於美國的大量援助，并與诸共产主义国家交惡。但高棉共和国仅维持了5年便宣告灭亡，此后，民主柬埔寨及柬埔寨人民共和國相继成立，重新恢复了与社会主义阵营国家的外交关系，但柬埔寨人民共和國并未得到同为社会主义国家的中国、朝鮮的承认；西方各国也拒绝承认柬埔寨人民共和国而承认由波尔布特等人领导的民主柬埔寨聯合政府，泰国、马来西亚、新加坡及英国亦给予了民主柬埔寨联合政府一定的军事、资金援助。
柬越戰爭結束后，巴黎和平协定缔约，越南被迫撤军，联合国开始介入柬埔寨，此后柬埔寨开始陆续与各国建立或恢复外交关系，并积极争取外国援助。尽管柬埔寨宪法规定该国实行中立政策，但现代柬埔寨整體外交立場仍然較偏中华人民共和国。
截止至2020年1月，柬埔寨已经与180个联合国成员国，以及联合国观察员国巴勒斯坦、圣座建立了正式外交关系。

## 与周边国家的关系

### 与中华人民共和国的关系

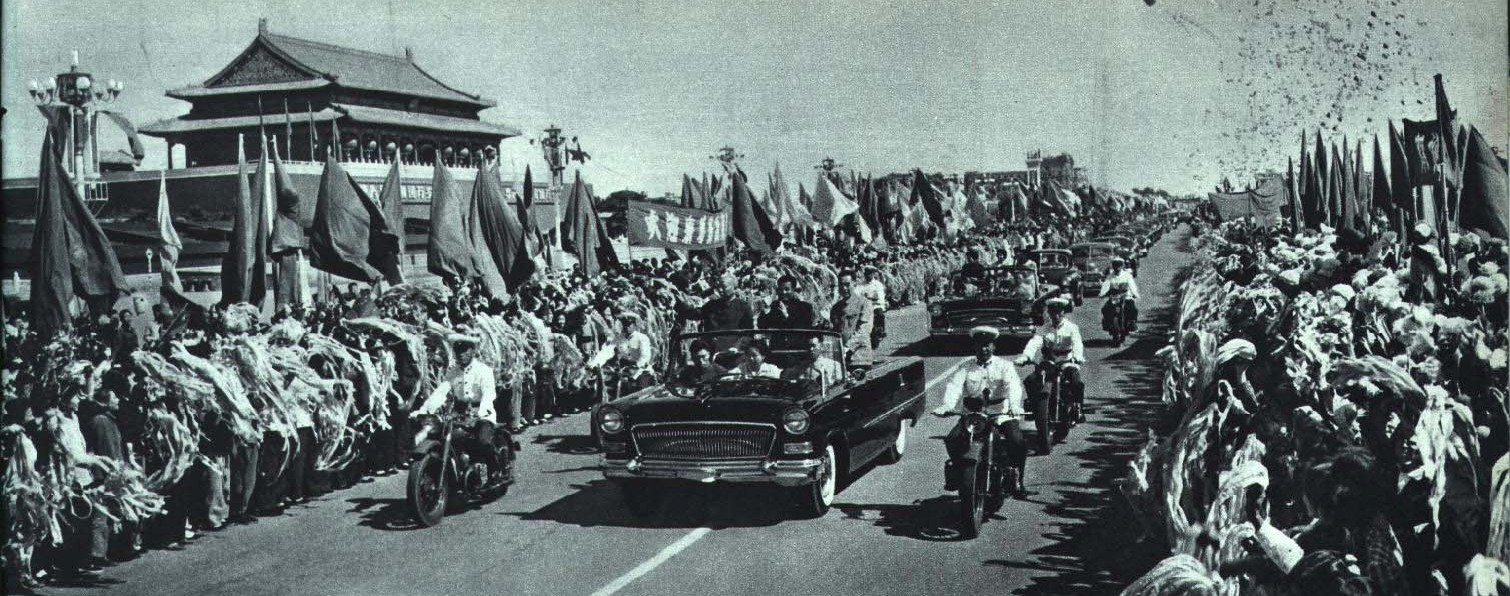
1964年9月27日 柬埔寨王国西哈努克亲王访问中国

柬埔寨地处中南半岛，古称扶南，是东南亚最早的印度化国家，但历代与中国各王朝保持优好的关系，扶南国王僑陳如·闍耶跋摩于五世纪末遣使中国梁朝，并朝贡称藩，梁武帝萧衍赐封其为扶南国王，并赐名陈侨如，赐朝服，从此中柬关系日益加强，也几度掀起了不少中国人移民柬埔寨的潮流，而中国首次记录柬埔寨是在西汉王朝时期（公元前100年至公元100年）；最详实和最重要的记录，是在吴国（公元220–280年）时期由康泰和朱应编纂的书中。除此之外，如梁朝（公元502–556年）的历史书籍《梁书》、隋朝的历史书籍《隋书》和唐朝历史书籍《新唐书》、太平皇帝时期的简要历史《太平御览》、《太平寰宇记》和《通典》的中国史料中一部分记载柬埔寨扶南、真腊、吴哥王朝的历史外传与中柬两国密切友好关系。
尽管中国同柬埔寨并无陆上边界，但两国在文化和经济关系上有悠久的历史。柬埔寨华人有850,000人以上，占总人口的3-5%，尽管曾经受到红色高棉和越南人的歧视，他们仍然在该国商业领域拥有重要地位。毛泽东、周恩来也同西哈努克亲王等柬埔寨政要建立了良好的关系。1978年越南军队入侵柬埔寨，中国对红色高棉给予了极大的政治和军事援助 1979年，中国军队发动了对越自卫反击战一定程度对越军撤离柬埔寨产生了影响。目前，中国是柬埔寨最大的投资来源国，在柬埔寨主要城市，随处可见到大量的中资企业，而柬埔寨首相洪森也奉行亲中政策，拒绝与中华民国有任何官方往来。

### 与泰国的关系

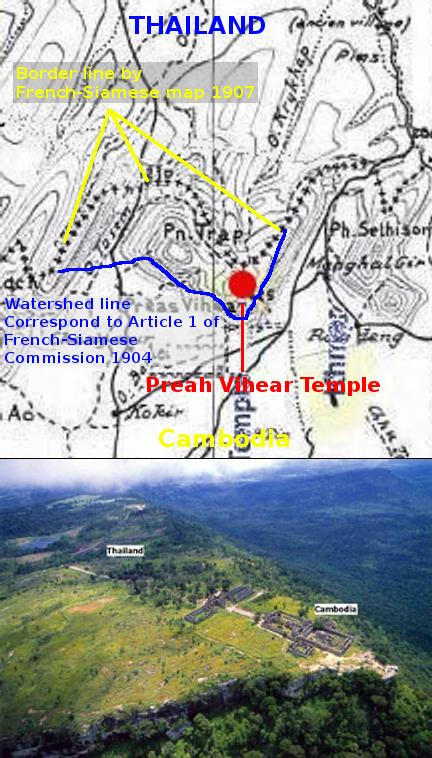
柏威夏寺位置及泰国与柬埔寨之间所争议边界线示意图。1962年海牙国际法院裁定柏威夏寺主权归属柬埔寨。

泰国为柬埔寨西北邻国，历史上，高棉帝国极盛时期曾经统治今泰国的大部分地区，但高棉帝国自14世紀開始迅速衰敗，泰族人的素可泰王國和阿瑜陀耶王國相繼崛起并成為高棉帝國的勁敵，阿瑜陀耶王國亦不断入侵高棉帝国，16世纪末，柬埔寨一度成为暹羅的附属国。柬埔寨沦为法国殖民地后，泰国亦曾给予柬埔寨国王諾羅敦和其子尤根托政治庇护。法暹戰爭后，柬埔寨收复了泰国占领的班迭棉吉省和马德望省。
柬埔寨恢复独立后仍然与泰国龃龉不断，两国对柏威夏寺所属权的争议曾周期性的爆发。在2008年10月，两国在国境线上发生大规模的军事冲突。2011年2月5日，柬埔寨和泰国两国军队在柏威夏地区再次发生武装冲突，一度出动了大炮等重武器。最终，2013年11月11日，聯合國國際法院就1962年的裁决做出厘清，宣判柏威夏寺周围土地的主权归属柬埔寨。尽管如此，2011年8月泰国总理英拉上台后，柬泰两国关系有所改善。双方各部门、各领域往来也更加频繁。柬埔寨首相洪森曾和前泰國首相塔信關係密切，并于2009至2010年間聘任他信為柬埔寨經濟顧問。两国也拥有较为频繁的民间交流往来。

### 与越南的关系

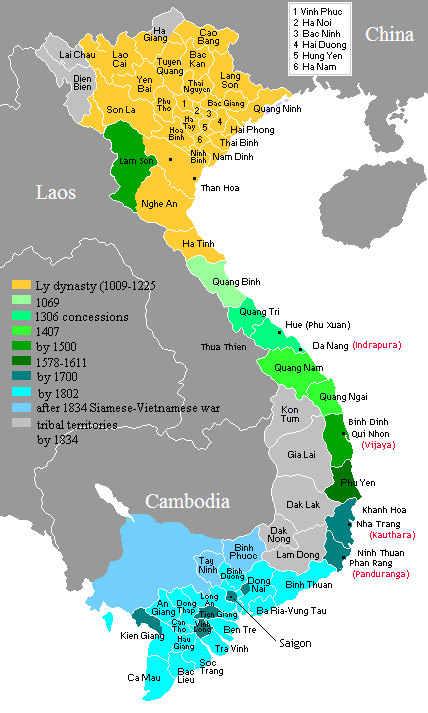
越南「南進」示意圖。最下方為越南侵佔的柬埔寨領土，即下柬埔寨。

柬埔寨与越南关系不睦，历史上，广南国通过南進运动逐步吞併了柬埔寨位于湄公河三角洲的领土，并将大量的越族人迁入柬埔寨，导致柬埔寨民眾对越南缺乏好感，越南裔柬埔寨人也在柬埔寨受到歧视。西哈努克时期，柬埔寨曾经与越南民主共和国拥有良好的关系，但在民主柬埔寨時期，因沿海水域歸屬問題又與越南發生軍事衝突，柬埔寨亦入侵越南實際控制的富國島、土珠島，越南則入侵柬埔寨控制下的威島。
1977年4月17日，柬埔寨革命軍入侵越南安江省、同塔省，要求越南交歸還下柬埔寨。這引起了越南的憤怒，成为柬越战争爆发的导火索之一。隨後，越南侵略柬埔寨，推翻了民主柬埔寨政權，在柬埔寨建立傀儡政權柬埔寨人民共和國。1982年，柬埔寨人民共和國與越南表面上達成解決富國島海域爭端的協議。但自越南軍隊撤離柬埔寨後，此協議一直未被柬埔寨承認。目前，柬埔寨官方也基于维持与越南的“特殊夥伴關係”對领土爭議未作出任何表態。

### 与马来西亚的关系
柬埔寨与马来西亚于1957年8月31日建交，柬越战争时期，马来西亚承认波尔布特等人领导的民主柬埔寨聯合政府并给予了民主柬埔寨联合政府一定的军事、资金援助。柬埔寨加入东盟后，柬马关系更加紧密，2012年上半年以来，柬埔寨共有超过24,000人前往马来西亚，马来西亚则有5.4万人前往该国旅行。 2011年，两国双边贸易的数量达到超过3.195亿美元，而马来西亚也是柬埔寨在2010年以来最大的投资来源国之一，总投资额为21.9亿美元。
2019年9月2日，马来西亚首相马哈迪·莫哈末及夫人茜蒂哈斯玛抵达金边，对柬埔寨展开为期3天的官访。洪森与马哈迪召开双边会议，讨论关于贸易与投资，以及在农业、防卫及发展清真领域的合作。两国领袖见证了签署豁免双重征税协议及旅游业合作谅解备忘录的仪式，并在会议结束后发表联合声明。

### 与新加坡的关系
柬埔寨与新加坡的关系可以追溯到1840年代，柬埔寨國王安东曾派出密使前赴新加坡拜會法國駐新加坡領事，以尋求法國協助打敗越南和暹羅。而重新發現吳哥的亨利·穆奧抵達柬埔寨前曾中途停留新加坡。第二次世界大戰後，赴法留學的紅色高棉領袖，當時仍名為桑洛沙的波爾布特亦曾在新加坡停留。1960年代初，新加坡曾收留柬埔寨反政府武裝組織自由高棉的領袖。新加坡自治邦總理李光耀則在1962年首訪柬埔寨，柬埔寨親王諾羅敦·西哈努克亦在同年首訪新加坡
。其後，柬埔寨在1965年新加坡獨立後不久與其建交。1970年高棉共和國成立後，新加坡轉而承認該政權，該政權的總統朗諾亦曾將自己的兒子送到新加坡留學。
1978年，越南派兵入侵柬埔寨，柬越戰爭爆發。新加坡跟隨其他東盟成員國不承認柬埔寨人民共和國，並曾向反抗組織提供支援。1984年，流亡海外的民主柬埔寨聯合政府總理宋雙訪問新加坡，成為首位訪新的柬埔寨政府首腦
。在1993年柬埔寨恢復君主制後，首相諾羅敦·拉那烈亦在同年8月24日首訪新加坡。2003年，新加坡總統塞拉潘·納丹訪問新加坡，為新加坡總統首次訪柬。

### 与朝鮮的关系
柬埔寨与朝鮮关系良好，1965年，時任柬埔寨國家元首諾羅敦·施亞努在印度尼西亞雅加達會見朝鮮首相金日成。1970年3月，時任柬埔寨首相兼國防大臣朗諾將軍和副首相西索瓦·施里瑪達趁西哈努克在蘇聯進行國事訪問期間發動政變，廢止君主制並改建共和制的高棉共和國，政變後，朝鮮繼續支持施漢諾領導的流亡政府。1974年，朝鮮在平壤附近為諾羅敦建造了一座名為“長壽園宮”的宮殿。1979年，在越南入侵紅色高棉之際，朝鮮仍然支持西哈努克。直到1991年成為柬埔寨國王之前，他經常在朝鮮居住。當他作為國王回到柬埔寨時，他隨身帶走了一名朝鮮人當保鏢。现在，朝鮮重视在柬埔寨的投资，而柬埔寨也是为数不多在朝鮮设有大使馆的国家之一。

### 与韓國的关系

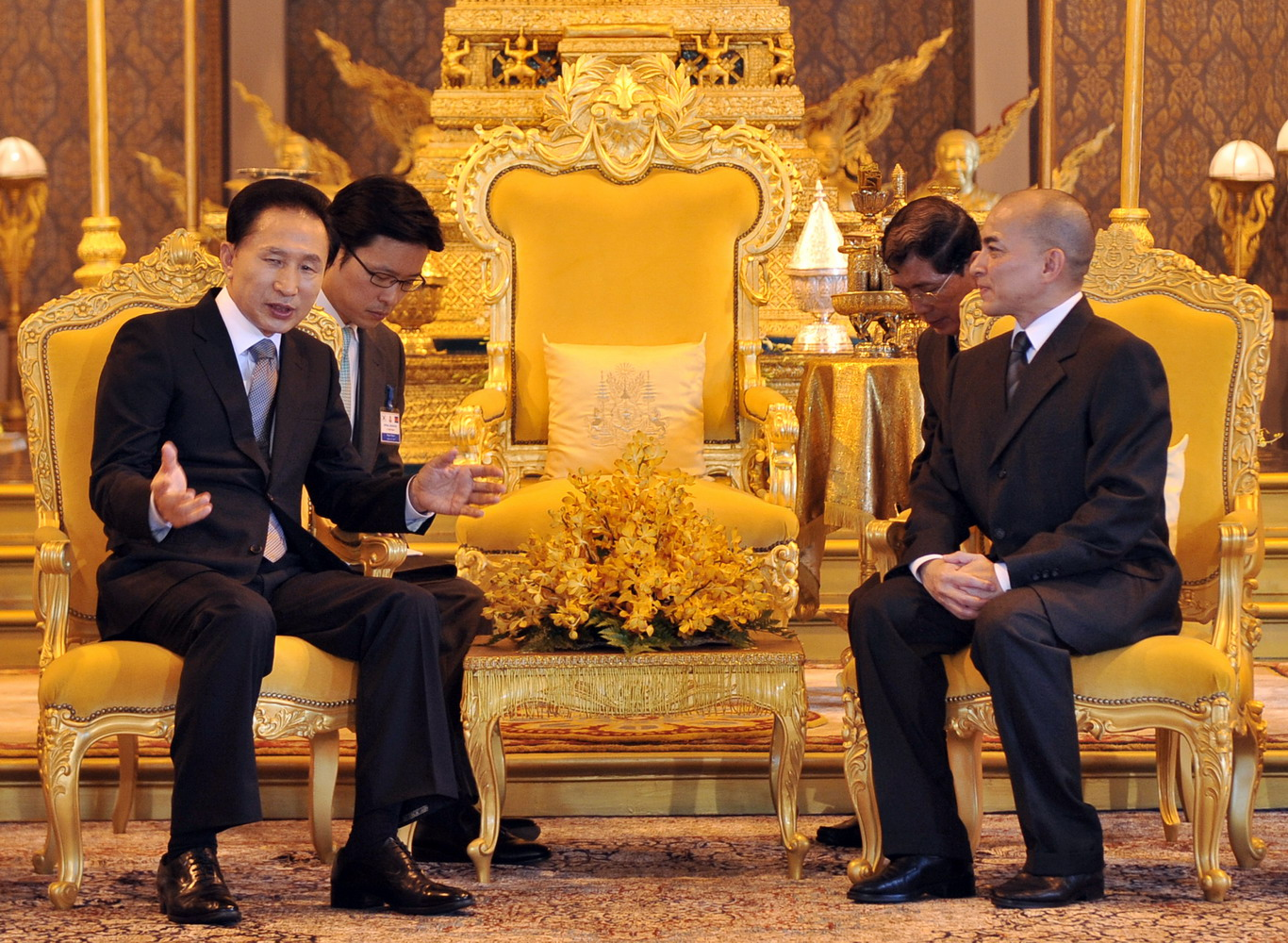
韩国总统李明博访问柬埔寨并同柬埔寨国王西哈莫尼举行会谈

1997年，柬埔寨与韩国恢复邦交后，两国关系向好发展。部分与柬埔寨建交，但未在柬埔寨开设大使馆的国家，亦委任驻韩大使为兼任柬埔寨大使。在经济上，韩国亦与柬埔寨建立了紧密的联系，韩对柬投资额亦不断增长，截止2017年，韩国对柬埔寨累积投资总额达到47亿美元。2021年，韩国与柬埔寨签订自由贸易协定。韩国也是柬埔寨第三大援助来源国，对柬埔寨的援助总额仅次于中国与日本。韩国政府也承诺通过继续积极支持柬埔寨排雷工作和农村设施建设，并协助柬埔寨政府加强线上教育力量、缩小城乡教育差距。

### 与日本的关系

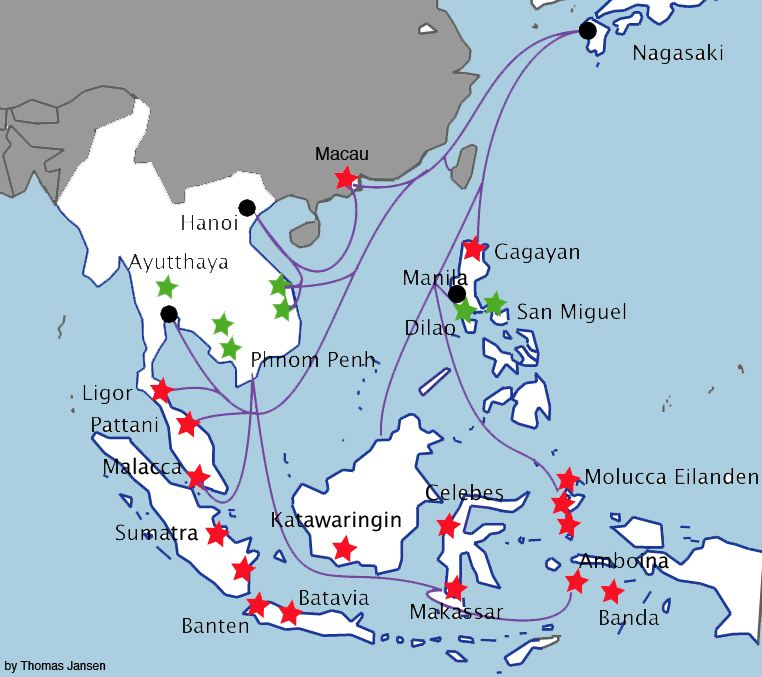
17世紀初的日本海外貿易，柬埔寨为江户时代的日本在东南亚主要的贸易伙伴之一

柬埔寨与日本的关系可以追溯至17世纪初，当时即有江户幕府的朱印船往来于日本与柬埔寨，此后，因为德川幕府的锁国政策，柬埔寨与日本几乎没有往来。
1941年，日本占领法属印度支那统治下的柬埔寨，并於1945年3月发动政变在柬埔寨建立亲日政权，殖民政府官员被撤职，驻印支法军也被缴械，日军自法国人手中夺取了柬埔寨政权，其目的是通过柬埔寨人的支持来逆转日军在其他战场的颓势。在获得日军的允许后，诺罗敦·西哈努克宣布柬埔寨独立。日本亦承认柬埔寨独立，并在金边设立了领事馆，日本战败后，法国才重新恢复对柬埔寨的殖民统治。

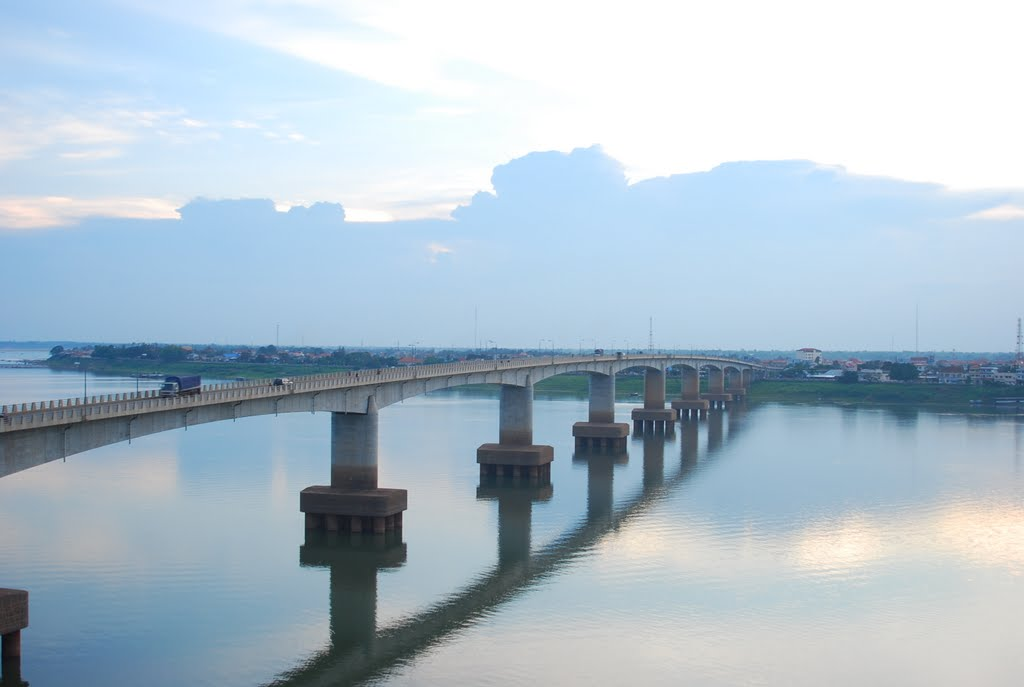
位于柬埔寨磅湛市和磅湛县境内的绊桥，由日本投资修建

1953年11月16日，柬埔寨与日本建交，日本曾长期为柬埔寨最大的援助来源國，自1992年以來，日本政府提供了約12億美元的官方發展援助，涉及公路桥梁、水电基础设施及农业、农村发展、医疗保健、教育、人才培训、环保、古迹保护和司法等领域。2006年，日本和柬埔寨政府簽署了一項協議，柬埔寨接受了一項價值5900萬美元的新日本援助計劃。日本政府也為柬埔寨排雷和扫盲提供了大量援助。

### 与印度的关系

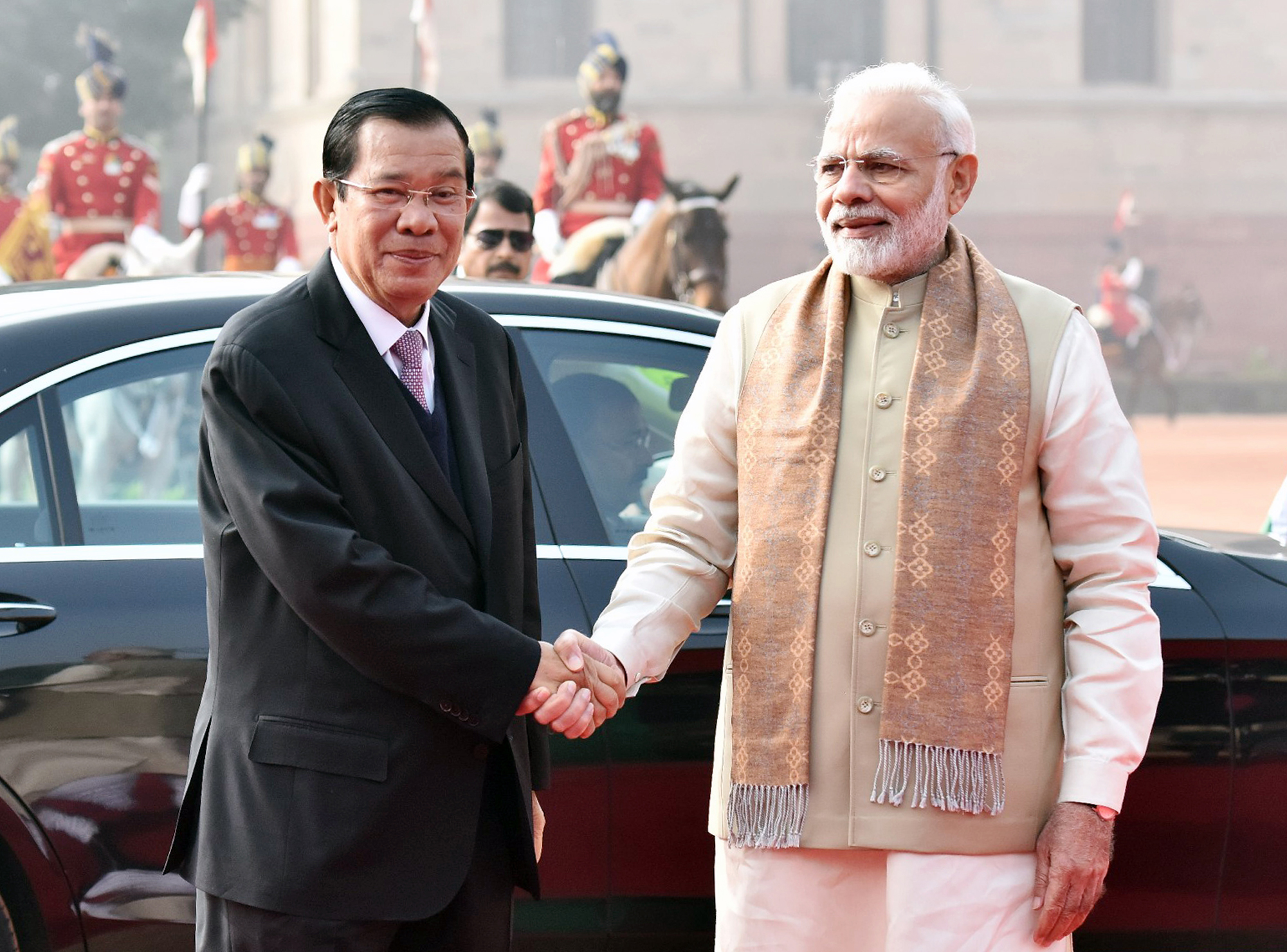
2018年1月27日，柬埔寨首相洪森在新德里与印度总理莫迪会面

柬埔寨在历史上受到印度文化深刻的影响，而现代柬埔寨亦重视发展与印度的双边关系，印度不断向柬埔寨提供无偿援助及其他优惠贷款，并提供柬埔寨人前往印度留学的奖学金名额等项目。此外，在商贸领域上，印度亦给予柬埔寨各种贸易优惠待遇，促使柬印双边贸易额逐年增长，发展势头良好。2020年，柬埔寨与印度同意開通直航商業航班。

### 与巴基斯坦的关系
柬埔寨王国和巴基斯坦均为不结盟运动成员国，也是中华人民共和国“一带一路”倡議的重要組成国之一。两国亦经常被视为中国最重要的盟友之二。在2004年两国政府一致同意加强在南亚、东南亚以及亚太地区的和平、安全稳定方面的双边合作后，两国关系有了显著的加强，同年，巴基斯坦总理扎法魯拉·汗·賈邁利在访问柬埔寨时亦给予柬埔寨长期低息贷款。2005年，巴基斯坦在金边开设大使馆并派驻常任使节
目前，巴基斯坦和柬埔寨的双边貿易额较低，實際貿易水平落後於其潛力。巴基斯坦有潛力向柬埔寨出口價值10.2億美元的商品。同樣，柬埔寨對巴基斯坦的出口潛力额為5.9億美元。柬埔寨對巴基斯坦出口主要向巴基斯坦出口針織和非針織服裝，并从巴基斯坦进口棉花、生皮和藥物等。

## 其他国家

### 与非洲国家的关系
柬埔寨与非洲国家的关系并不紧密，但柬埔寨政府近年来亦开始重视与南非等新兴国家之关系，埃及为非洲诸国中最早建交者，柬埔寨在开罗设有其在非洲唯一的大使馆；此外，柬埔寨亦与塞舌尔关系良好，2012年，柬埔寨与塞舌尔签署互免签证协议，使得塞舌尔成为东盟之外首个可以免签证入境柬埔寨的国家。

### 与巴西的关系
柬埔寨与巴西于1994年3月25日建交，2000年，柬埔寨國民議會主席諾羅敦·拉那烈首次对巴西进行了正式访问。此后两国高层交往开始增加。2011年5月，柬埔寨外交部副部长、特使Long Visalo访问巴西并与巴西政府签署了对公務、外交護照持有人实施免签的协定。2012年，联合国可持续发展大会在巴西里约热内卢召开，柬埔寨环境部部长莫马烈作为柬埔寨特使参加会议。同年，兩國外交部建立政治磋商機制，定期就雙邊、地區和多邊議程問題舉行會議。2020年，柬埔寨首相洪森宣布柬埔寨政府将会在巴西利亚开设大使馆，以加强与巴西等南美洲国家的关系，该馆将成为柬埔寨在南美洲的首个大使馆。

### 与加拿大的关系
柬埔寨与加拿大均为法文國家及地區國際組織成员国，2013年，柬埔寨、加拿大双边贸易额达7亿美元，2017年则达到13亿美元。柬埔寨亦受益于加拿大的最不发达国家市场准入倡议，该倡议允许符合条件的国家的产品免配额和免税进入加拿大市场。加拿大是柬埔寨最大的出口目的地之一。2017年，加拿大对柬埔寨的出口额为5150万美元，主要产品有毛皮和人造毛皮、车辆和工业机械。同年，加拿大对柬埔寨的直接投资总额亦达3.6亿美元。柬埔寨也支持东盟与加拿大签署自由贸易协定。两国亦互设商会，以加强经贸联系。
自2015年9月起，加拿大对柬埔寨的相关事务由加拿大驻泰国大使馆及加拿大驻柬埔寨大使馆分馆共同处理，而柬埔寨尚未在加拿大开设大使馆，但在加拿大第一大城市多伦多设有名誉领事馆。2016年，加拿大外交部长斯特凡·迪翁访问了柬埔寨。

### 与法国的关系
柬埔寨受法国殖民统治90年，曾为法属印度支那的一部分，柬埔寨自法国独立后，法國多方面的影響仍然通過柬埔寨在法國大量的僑民、法語國家組織等延續至今。两国有较深的传统关系。柬越战争结束后，法国恢复了对柬埔寨的援助，领域涉及文化教育、法律、宗教、警察宪兵培训、农业、卫生等。2009年7月，柬埔寨首相洪森访法并出席巴士底日阅兵式。2010年3月，柬埔寨国王諾羅敦·西哈莫尼对进行国事访问。2011年7月，法国总理菲永访柬。

### 与美国的关系
美国与柬埔寨于1950年7月11日建交，两国官方关系曾因多個原因數次破裂，柬埔寨国王施亞努外交政策搖擺，親蘇親中，1965年5月3日，因美国指控柬埔寨政府在越南战争期间支持越南南方民族解放阵线，美国与柬埔寨首度断交，1969年7月2日复交，此后，柬埔寨在允許越共在柬埔寨活動的同時亦縱容美軍轟炸叢林中的越共，導致龍諾等人發動了1970年政變，推翻了施亞努的統治、建立了親美的高棉共和國，柬埔寨完全依賴於美國的大量援助，并與诸共产主义国家交惡。為清除共產主義勢力，美軍此後在柬埔寨境內進行了大規模轟炸、造成大量人員傷亡，引起柬埔寨平民不滿，1975年红色高棉推翻高棉共和国，建立民主柬埔寨，并枪杀美国在柬埔寨侨民，导致了美、柬第二次断交，民主柬埔寨被推翻后，美国并未承认由越南扶植的柬埔寨人民共和国，而是支持施亞努的奉辛比克黨、宋雙的高棉人民解放全國陣線和红色高棉組成的民主柬埔寨聯合政府，柬越战争结束后，柬埔寨与美国于1994年5月17日复交，但由于柬埔寨的亲中政策以及美国对柬埔寨民主人权问题的批判，美柬关系并不亲密。美国亦认为中國在柬埔寨的軍事拓展計劃、势力扩张是美國和地區盟友的“一大關切”。美国亦以「合作不足」為由限制簽發對柬埔寨國民的簽證。
2012年，美国总统奥巴马出席在金边举行的东亚峰会，这是有史以来在任美国总统首次访问柬埔寨。

### 与俄罗斯的关系
苏联与柬埔寨于1956年建交，两国官方关系良好，苏联常年向柬埔寨帮助。1962年至1964年间，苏联在金边建设了高等技术学院，并捐赠给柬埔寨人民。
1991年12月25日，苏联解体后，俄罗斯时任总统鲍里斯·叶利钦与柬埔寨的关系非常紧张。然而，在弗拉基米尔·普京成为俄罗斯总统后，他宣布加强了与柬埔寨的关系。柬埔寨和俄罗斯也是东亚峰会的成员之一。2018年12月，柬埔寨承认克里米亚半岛为俄罗斯领土。

## 外交代表机构

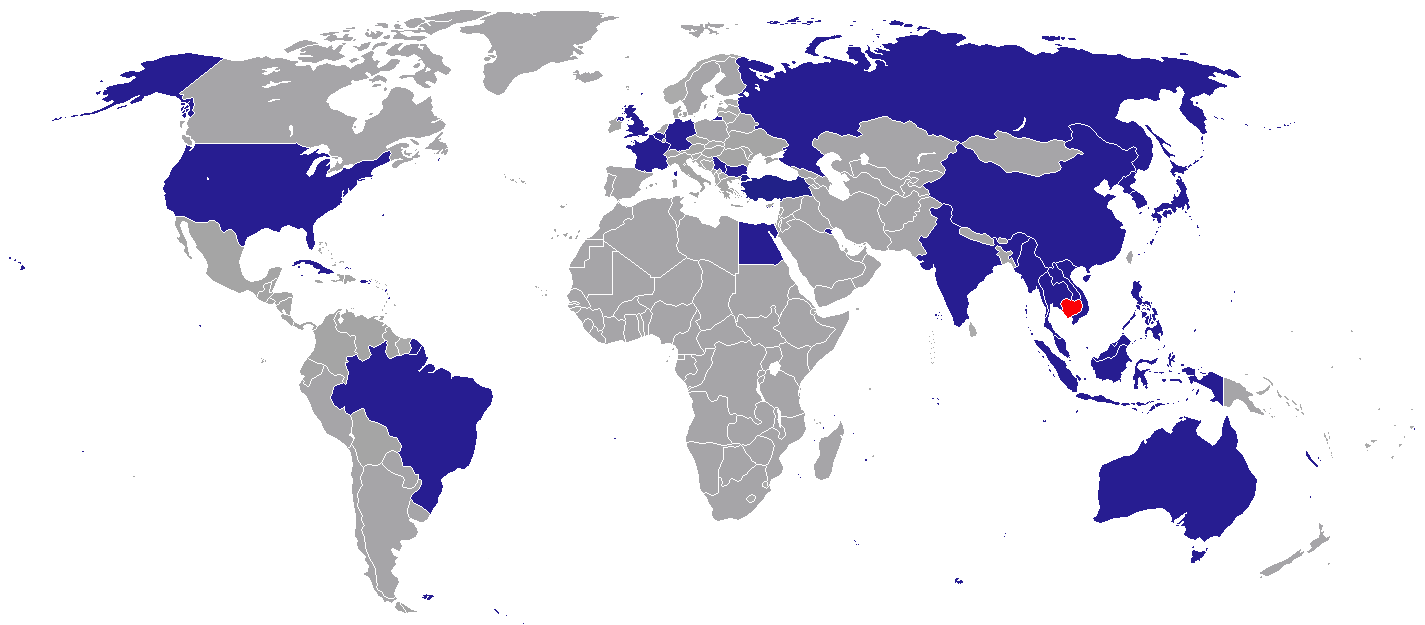
柬埔寨驻外机构列表

柬埔寨与172國建立了正式外交关系，并在29國建立了45个正式外交代表机构，在部分没有建立大使馆的邦交国，柬埔寨亦委派名誉领事以促进双边关系发展。随着柬埔寨国际关系的改善，柬埔寨亦在更多的邦交国增设了大使馆。亦有29國在柬埔寨设立了大使馆，部分与柬埔寨建交，但未在柬埔寨开设大使馆的国家，亦委派驻北京、河内或曼谷等地大使馆兼驻柬埔寨代表机构。